# Spolok svätého Vojtecha

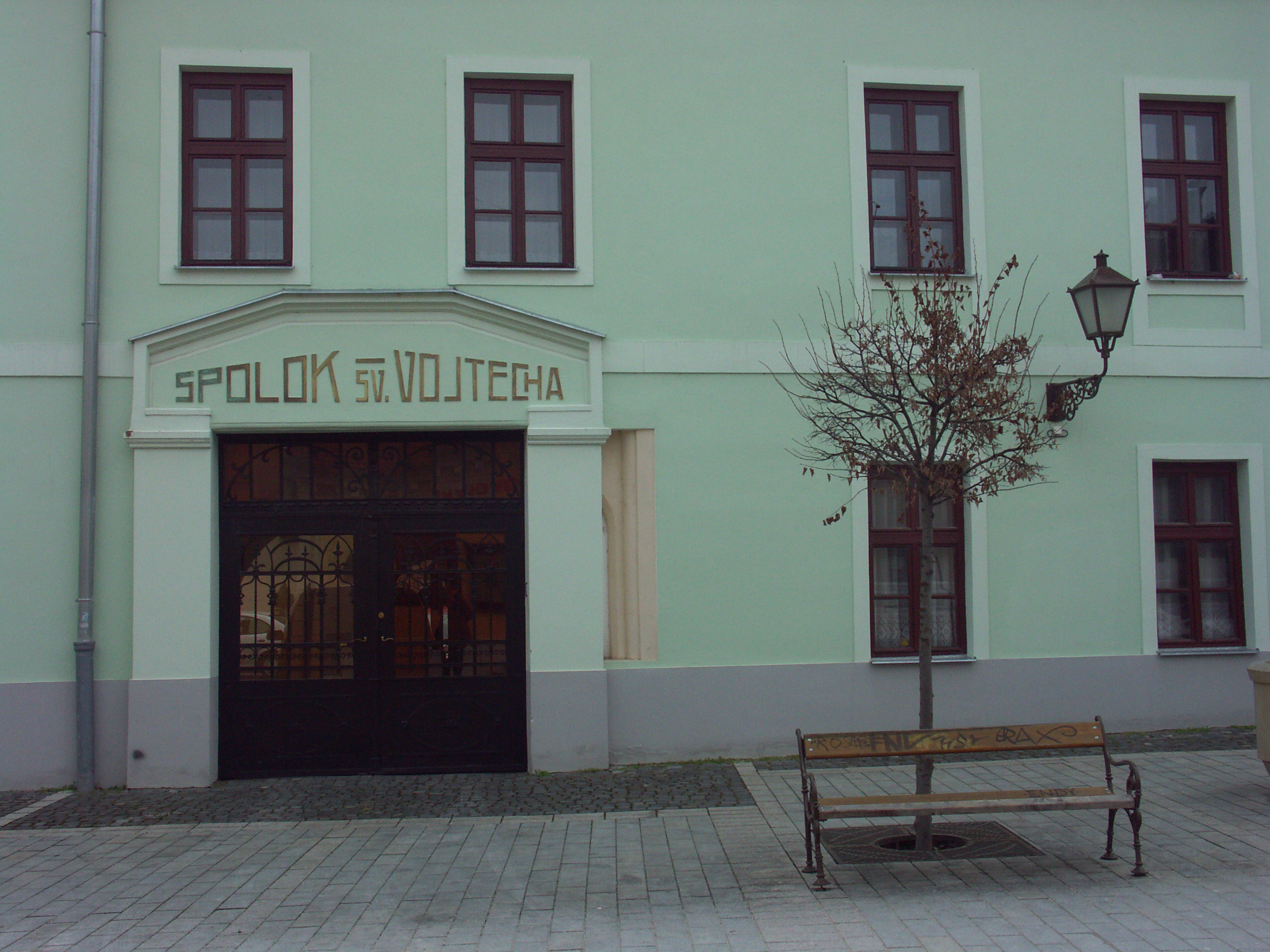
Budova spolku svätého Vojtecha v Trnavě

Spolok svätého Vojtecha v Trnavě je kulturní a nakladatelský římskokatolický spolek. V současnosti je známý vydáváním duchovní literatury.
Založen byl v roce 1870 z iniciativy Andreje Radlinského jako původně nakladatelský spolek na šíření slovenské římskokatolické literatury. Vydával učebnice, Katolícke noviny, Literárne listy, kalendáře a jinou náboženskou literaturu. Měl tisíce členů. V roce 1913–1926 přeložil celou Bibli do moderní slovenštiny. V roce 1937 vydal Jednotný katolický zpěvník. Za komunismu (1949 a 1953) byl transformován na „účelové zařízení římskokatolické cirkve“ a byl pod velmi přísnou kontrolou státu. V roce 1990 začal opět fungovat jako spolek.
Spolok sv. Vojtecha vydává tato periodika:
- Katolícke noviny
- Duchovný pastier
- Liturgia (časopis)
- Adoramus Te

## Prodejny
Kromě nakladatelské činnosti provozuje taky prodejny s křesťanskou literaturou, křesťanskou hudbou a duchovními předměty. Prodejny má v těchto městech: Banská Bystrica, Bratislava, Čadca, Humenné, Michalovce, Nitra, Partizánske, Prešov, Prievidza, Púchov, Rožňava, Snina, Spišská Nová Ves,
Šaštín-Stráže, Topoľčany, Trenčín, Trnava a Žilina.